# Ndjeka Mukando
Ndjeka Mukando (17 novembre 1979) è un ex calciatore della Repubblica Democratica del Congo, di ruolo centrocampista.

## Carriera

### Nazionale
Dopo aver debuttato in nazionale il 24 gennaio 1999 contro il Kenya (vittoria 2-1), ha partecipato con la stessa alla Coppa d'Africa 2000.

## Palmarès

### Club

#### Competizioni nazionali
- Campionato congolese di calcio (Repubblica Democratica del Congo): 4

Motema Pembe: 1999, 2004, 2005, 2008
- Coppa della Repubblica Democratica del Congo: 1

Motema Pembe: 2003